# Alt, aber Polt
Alt, aber Polt ist ein österreichischer Fernsehfilm aus dem Jahr 2018 von Julian Pölsler mit Erwin Steinhauer in der Rolle des Simon Polt. Der Film basiert auf dem gleichnamigen Roman (2015) von Alfred Komarek und wurde am 2. Februar 2018 auf ARTE erstmals ausgestrahlt. Es handelt sich nach Polt muss weinen (2000), Blumen für Polt (2001), Himmel, Polt und Hölle (2002), Polterabend (2003) und Polt. (2013) um den sechsten Film aus der Polt-Reihe. Im ORF wurde der Film am 31. März 2018 gezeigt.

## Handlung
Der pensionierte Gendarm Simon Polt ist eigentlich mit sich und der Welt zufrieden. Anstatt sich beim Weinviertler Kellerfest Herbstzauber in der Kellergasse unter die Leute zu mischen, bevorzugt er es mit seinen Freunden im Presshaus zu sitzen und seinen Jungwein zu verkosten. Nach dem Fest wird Laura Eichinger, die Tochter eines angesehenen Winzers, vermisst und später tot aufgefunden.
Polt macht eine Aussage beim zuständigen Polizisten Walter Grabherr, weil er Laura kurz vor ihrem Tod mit einer Gruppe Jugendlicher, darunter Benni und Gonzo, beobachtet hatte. Lauras Vater erzählt Polt später, dass sie stark alkoholisiert und unter Drogen ertrunken ist, es konnten laut Grabherr keine Spuren von Fremdeinwirkung gefunden werden. Lauras Vater bittet Polt daher sich umzuhören, weil die Polizei den Fall nicht weiter bearbeiten möchte.
Dabei trifft er etwa auf die etwas schrullige Schauspielerin Mira Martell, die Polt mit Hochkultur konfrontiert, indem sie japanische Gedichte und Shakespeare rezitiert. Sie fühlt sich schuldig, weil sie Laura am Abend ihres Todes zum Verlassen ausgetretener Pfade und zu einem Neuanfang riet. Außerdem auf die frühere Dorfschönheit und jetzt alkoholkranke Grete Hahn sowie den zynischen und selbstzerstörerischen Kriminalpolizisten Ernst Zlabinger, der dem Alkohol zugeneigt und ein psychisches Wrack ist und kurz vor der Frühpensionierung steht.
Benni erzählt Polt, dass Gonzo Laura kurz vor ihrem Tod sexuell belästigt hat und es darauf zu einer Schlägerei zwischen Gonzo und Benni gekommen ist. Laut Grabherr, der Polt ebenfalls um Unterstützung ersucht, und der Aussage von Gonzo dürfte sich Laura allerdings bald darauf auf den Heimweg begeben haben. Benni gesteht schließlich, dass die Gruppe mit Laura einen Cruel Movie gedreht hatte, dabei wurde sie auch wiederholt mit dem Kopf unter Wasser getaucht. Laut Gonzo hat sie danach allerdings noch gelebt.

## Produktion
Die Dreharbeiten fanden von 3. November bis 5. Dezember 2016 statt, gedreht wurde in Niederösterreich im Pulkautal. Drehorte waren unter anderem Hadres, Mailberg und Retzbach. Produziert wurde der Film von Epo-Film, beteiligt waren der Österreichische Rundfunk und ARTE, unterstützt wurde die Produktion vom Fernsehfonds Austria und dem Land Niederösterreich. Für den Ton zeichnete Walter Fiklocki verantwortlich, für die Ausstattung Enid Löser und für die Kostüme Ingrid Leibezeder.

## Varia
In dieser Folge, die 18 Jahre nach dem ersten 'Polt' entstanden ist, wurde das alte Waffenrad Polts diskret durch ein Elektrofahrrad ersetzt. Dies wird im Film auch direkt angesprochen, in dem die mittlerweile älter gewordenen Winzer davon sprechen, sich nun auch ein „E-Bike Radl“ anzuschaffen.

## Rezeption
Die Heilbronner Stimme meinte, dass der Film Westernluft atmete, ohne tatsächlich ein Western zu sein, mit Simon Polt als lakonischem Western-Helden. Julian Pölsler begnüge sich nicht mit simplen Schwarz-Weiß-Zeichnungen, seine Figuren gestalteten sich vielschichtig. Der Film sei langsam erzählt und vermeide übertriebene Hektik oder Dramatik. „Der Blick hinter die bürgerlichen Fassaden ist eine Milieustudie mit pointierten Dialogen und interessanten Figuren, die alle ihr Päckchen zu tragen haben.“
Volker Bergmeister befand auf tittelbach.tv, dass Julian Roman Pölsler aus der Vorlage von Alfred Komarek wieder einen wunderbaren Film gemacht habe. Polt sei ein Anachronismus in der durchgetakteten, schnelllebigen Fernsehzeit. Das gelte auch für die Inszenierung.